# Almoloya de Juárez (municipi)
Almoloya de Juárez (del nàhuatl, que vol dir «lloc de sota l'aigua») és un municipi de l'estat de Mèxic. Almoloya de Juárez és el cap de municipi i principal centre de població d'aquesta municipalitat. Aquest municipi és a la part nord-occidental de l'estat de Mèxic. Limita al nord amb els municipis de Ixtlahuaca, al sud amb Toluca, a l'oest amb Villa Victoria i a l'est amb Temoaya.